# Drew Fuller
Andrew Alan Fuller, bolje poznan kot Drew Fuller, ameriški fotomodel in televizijski in filmski igralec, *19. maj 1980, Atherton, Kalifornija, Združene države Amerike.

## Biografija

### Zgodnje življenje
Drew Fuller se je rodil 19. maja 1980 v Athertonu, Kalifornija, Združene države Amerike, odrasel pa v Newport Beachu: ima mlajšo sestro Hillary. Ima ruske, škotske in angleške korenine. Odkrit je bil pri dvanajstih letih, ko je nek družinski prijatelj njegovo fotografijo postavil na naslovnico revije UCLA Magazine.

### Kariera
Fuller je filmsko kariero začel leta 1999, pri svojih devetnajstih letih v seriji Partners, kjer je igral Toma.
Leta 2000 se pojavi v filmu Voodoo Academy, leta 2001 pa v One in Backflash 2: Angels Don't Sleep Here (v vlogi najstinka Jesseja). Leta 2001 ga tudi vidimo videospotu skupine The Calling, ob pesmi »Wherever You Will Go«
Leta 2002 igra v seriji Home of the Brave, videospotu Jennifer Love Hewitt, pesmi »BareNaked« in filmu Vampire Clan, leto pozneje, torej leta 2003, pa v filmu Close Call in serijah One Shot, Black Sash, The O.C., Good Food Live, E! News Daily, The Sharon Osbourne Show in Čarovnice (kjer igra tudi v letih 2004, 2005 in 2006) v vlogi odraslega Chrisa Halliwella.
Leta 2004 se pojavi v serijah The Wayne Brady Show in On-Air with Ryan Seacrest, leta 2005 pa v filmu Final Contract: Death on Delivery, seriji The Brightest Sound in videospotu »Tired of Being Sorry« (ustvarjalca Ringsidea) in pesmi »Over«, ki jo je zapela Lindsay Lohan.
Leta 2006 se pokaže v filmu The Ultimate Gift in seriji Huff, leta 2007 pa začne snemati serijo Army Wives, ki jo snema še danes, ter zaigra v filmu Blonde Ambition.
Leta 2008 ga lahko opazimo v filmih Loaded in The Circuit.

### Osebno življenje
Drew Fuller uživa tako v igranju klavirja kot v igranju različnih športov, na primer košarka, plezanje, surfanje, plavanje in tenis. Trenutno hodi z igralko Sarah Carter, ki jo je spoznal na snemanju serije Black Sash.

## Filmografija

### Filmi
- Voodoo Academy (2000, kot »Paul St. Clair«)
- One (2001, kot »Cole«)
- Backflash 2: Angels Don't Sleep Here (2001, kot »Najstnik Jesse«)
- Vampire Clan (2002, kot »Rod Ferrell«)
- Close Call (2003, kot »Sam«)
- Final Contract: Death on Delivery (2005, kot »David Glover«)
- The Ultimate Gift (2006, kot »Jason Stevens«)
- Blonde Ambition (2007, kot »Billy«)
- Loaded (2008, kot »Brendan«)
- The Circuit (2008 kot »Kid Walker«)

### Televizijski pojavi
- Partners (1999) - Tom
- Home of the Brave (2002) - Justin Briggs
- One Shot (2003) On
- Black Sash (2003) - Nick Reed
- The O.C. (2003) - Norland
- Good Food Live (2003) - On
- E! News Daily (2003) - On
- Čarovnice (2003, 2004, 2005, 2006) - Chris Halliwell
- The Sharon Osbourne Show (2003) - On
- The Wayne Brady Show (2004) - On
- On-Air with Ryan Seacrest (2004) - On
- The Brightest Sound (2005) - On
- Huff (2006) - Josh
- Vojaške žene (2007-danes) - Trevor LeBlanc

### Videospoti
- Jennifer Love Hewitt »BareNaked« (2002)
- The Calling »Wherever You Will Go« (2001)
- Lindsay Lohan »Over« (2005)
- Ringside »Tired of Being Sorry« (2005)